# Falkenberg kirke
Falkenberg Kirke, også Falkenberg nye kirke, er en kirkebygning i Falkenberg. Det tilhører Falkenberg sogn i Göteborgs Stift. Den blev indviet den 14. oktober 1892 og erstattede Sankt Laurentii Kirke som sognekirke. 